# غندور (جنس)
غندور أو أبرونية أو رشيقة أو رشيقة ابروتينة (الاسم العلمي Abronia) من اليونانية بمعنى ناعم، لطيف. وتكتب أبرونيا وأبرونه. جنس نباتات عشبية ليفية معمرة من فصيلة الشبية: أنواعها المعروفة قليلة العدد جميعها مدادة وعارشة. جذورها جنثية مستطيلة. سوقها ليفية. أوراقها متقابلة، معنقة، قلبية. أزهارها صيوانية أو نورية التجميع، إبطية الارتكاز، زاهية الألوان التي يغلب فيها الأصفر والليلكي والأرجواني. رائحتها عطرية مستحبة . تنمو في جميع الأتربة. لكنها تخشى الرطوبة المستحكمة والأراضي القوية الاندماج والكتوم. إزهرارها يتتابع نحو خمسة أشهر وزهرتها تدوم أكثر من أسبوعين. أعطانها أمريكا الشمالية.

## معرض صور

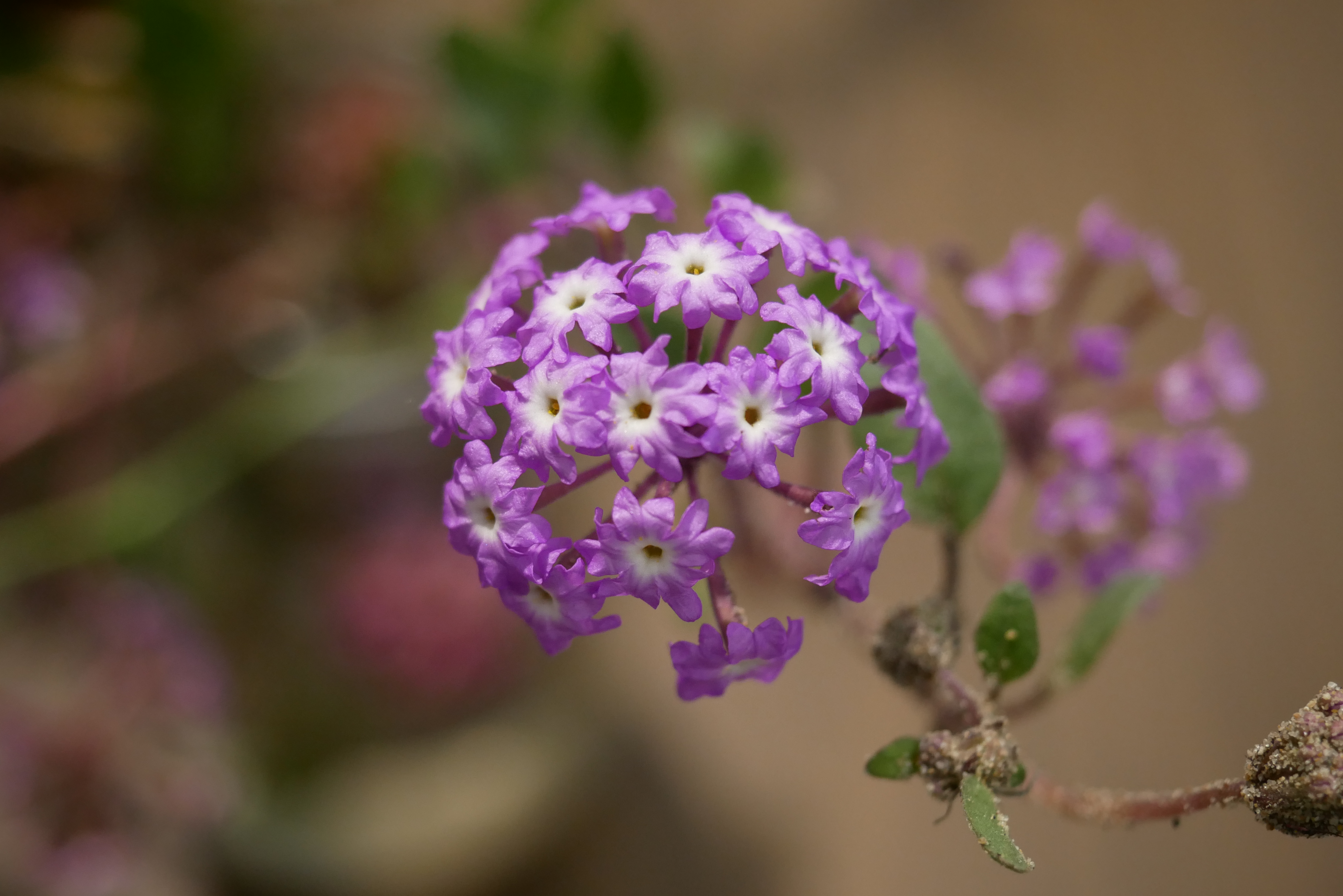
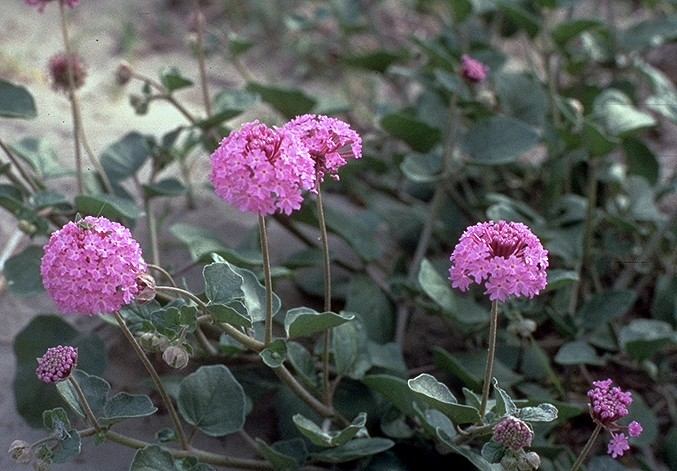
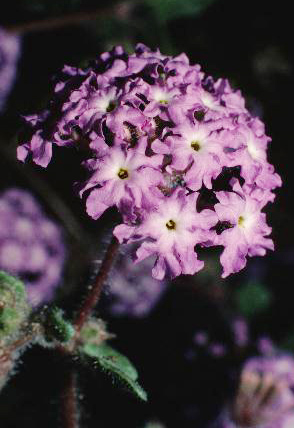